# Weapon of Choice
«Weapon of Choice» — восьмая песня с альбома английского бигбит-исполнителя Fatboy Slim Halfway Between the Gutter and the Stars, известная, в первую очередь, музыкальным видео режиссёра Спайка Джонза, в котором снялся американский актёр Кристофер Уокен.

## Общая информация
Композитором и продюсером песни выступил сам Fatboy Slim, вокалистом — участник супергруппы Parliament-Funkadelic Бутси Коллинз. Впервые «Weapon of Choice» была издана в ноябре 2000 года — на третьем альбоме музыканта, Halfway Between the Gutter and the Stars. 23 апреля 2001 года Skint Records выпустил её в качестве сингла с треком «Star 69» на би-сайде. В 2002 году появилась инструментальная версия «Weapon of Choice», выпущенная лейблом Astralwerks на мини-альбоме Camber Sands. Композиция вошла и в сборник хитов Fatboy Slim — Greatest Hits: Why Try Harder, причём в качестве обложки диска был использован кадр из клипа с Кристофером Уокеном.

## Особенности композиции
«Weapon of Choice» записана в стерео-формате, по правому каналу подаётся чистый голос Коллинза, по левому — его вокал с сильным искажением. Песня начинает и заканчивается эффектом скретча. Она состоит из семплов нескольких композиций, таких исполнителей как Sly and the Family Stone («Into My Own Thing»), The Chambers Brothers («All Strung Out Over You»), The X-Ecutioners («Word Play»), The Electric Indian («Keem-O-Sabe»), Deodato («Os Grilos») и Black Sheep («The Choice Is Yours»), смонтированных в единый звуковой коллаж. Строчки «Walk without rhythm and it won’t attract the worm…» являются ссылкой к научно-фантастическому роману Фрэнка Герберта «Дюна».

## Музыкальное видео

Кадр из музыкального видео

Режиссёром видео на «Weapon of Choice» выступил Спайк Джонз, который к тому времени уже зарекомендовал себя фильмом «Быть Джоном Малковичем», представленным к премии «Оскар» за лучшую режиссуру. Специально для съёмок клипа на два дня был освобождён отель компании Marriott International в Лос-Анджелесе. Единственную роль в ролике сыграл Кристофер Уокен, которому на тот момент было 57 лет. В своё время он учился в Актёрской студии и был талантливым исполнителем чечётки. В «Weapon of Choice» Кристофер не только исполнил сольный танец, но и взял на себя роль одного из постановщиков хореографии.
Герой видео, одетый в элегантный деловой костюм, устало сидит в кресле. Вскоре он слышит из радиоприёмника первые ноты «Weapon of Choice». Сперва герой покачивает головой в такт музыке, а потом медленно поднимается из кресла и вдруг начинает танцевать. На протяжении клипа он с весёлой улыбкой исполняет акробатические трюки в пустой гостинице и в конце, нырнув со второго этажа на первый, зависает в воздухе. На некоторое время герой останавливается у картины, на которой изображен парусник в открытом море, и спускается обратно на пол, после чего возвращается в кресло, которое он занимал в начале видео.

## Реакция
«Weapon of Choice» была тепло встречена музыкальными критиками. Обозреватель PopMatters Майкл Эбернети отметил, что снискавший успеха Fatboy Slim во многом обязан этим именно «Weapon of Choice». Рецензент похвалил видеоклип за отказ от сложных сюжетных линий, и яркие декорации и костюмы. Эбернети также выразил восхищение тем, как почти 60-летний Уокен с лёгкостью освоил сложную хореографию и исполнил танец, совершенно непредсказуемый и увлекательный. Суть видео он описал как «осуществление фантазий и потерю контроля тогда, когда это действительно нужно, чтобы снять напряжённость вашей жизни».
Песня достигла 10 строчки в британском хит-параде UK Singles Chart и стала безусловным хитом на американских радиостанциях. Видео «Weapon of Choice» вошло в список самых загружаемых в первую неделю запуска iTunes. Оно также стало одним из наиболее удачливых участников церемонии MTV Video Music Awards — в 2001 году клип был номинирован в девяти категориях и получил премию в шести из них: «Лучшая режиссура», «Лучшая хореография», «Лучшая художественная работа», «Лучший монтаж», «Лучшая операторская работа» и «Прорыв видео». Наряду с этим, «Weapon of Choice» получило «Грэмми» в категории «Лучшее короткое музыкальное видео», а Fatboy Slim — премию экспертного жюри телеканала VH1 за «Лучшее музыкальное видео всех времён», которую он посвятил Кристоферу Уокену и Спайку Джонзу.